# توني جدت
توني جدت (بالإنجليزية: Tony Judt)‏ (2 فبراير 1948م، لندن، إنجلترا - 6 أغسطس 2010م)، مؤرخ وكاتب وأستاذ جامعة بريطاني شغل منصبي أستاذ التاريخ الأوروبي بجامعة نيويورك ومدير مركز اريك ماريا ريمارك بنفس الجامعة. في عام 1996 تم انتخابه زميلاً للأكاديمية الأمريكية للفنون والعلوم. من أشهر أعماله كتاب «ما بعد الحرب» والذي أرخ فيه لأوروبا في مرحلة ما بعد الحرب العالمية الثانية. كان من دعاة حل الدولة الواحدة للصراع العربي الإسرائيلي.

## حياته
ولد توني جدت عام 1948 ونشأ في شرق لندن لأم من أصل روسي وأب بلجيكي من أصل ليتواني. تخرج من مدرسة إمانويل قبل أن يلتحق بجامعة كامبريدج حيث حصل على درجتي البكلوريوس 1969م والدكتوراه 1972م في التاريخ.
على الرغم من كون والديه علمانيين إلا أنهما أرسلاه إلى مدرسة عبرية كما كان يفعل الكثير من الآباء اليهود في أوروبا بعد الحربين العالميتين. تأثر جدت كذلك بثقافة عائلتي والديه اليديشية إلى أن أدخله والداه عالم السياسة الإسرائيلية في سن الخامسة عشر. قام جدت بدعوة اليهود البريطانيين للهجرة لإسرائيل لفترة وجيزة قبل أن يسافر إلى هناك بنفسه ليقيم في كيبوتس محنيم في عام 1966. في العام التالي ومع إعلان دولة إسرائيل التعبئة إستعداداً لحرب 1967 تطوع ليحل محل أعضاء الكيبوتز الذين استدعاهم الجيش وفي أثناء الحرب عمل مترجماً وسائقاً مع الجيش الإسرائيلي.
في أعقاب الحرب شهد تحولاً في موقفه تجاه المشروع الصهيوني ككل حيث وعى إلى تناقض حلمه المشاركة في بناء مجتمع اشتراكي قائم على العمل في إسرائيل، ومشكلات اللاجئين الفلسطينيين ومعاناتهم.

## أراءه السياسية
دعا جدت لمبادئ الديمقراطية الاشتراكية كبديل للنيوليبرالية وهي الايديولوجية السائدة منذ أواخر سبعينيات القرن العشرين لاسيما في الغرب. منذ أواخر عام 2003 وحتى رحيله برز اسمه كأحد أهم المثقفين المهتمين بالقضية الفلسطينية والمعارضين للسياسات الإسرائيلية. في أكتوبر من ذلك العام نشر مقالا بعنوان «إسرائيل: البديل» دعا فيه إلى دولة ديمقراطية واحدة في إسرائيل والأراضي الفلسطينية المحتلة تعطي حقوقا متساوية لكل المقيمين فيهما. واجه جدت انتقادات عنيفة واتهامات بمعاداة السامية في اعقاب نشره لهذا المقال ولكنه استمر في بلورة اراءه المعادية لإسرائيل كدولة يهودية والمؤيدة لحل الدولة الواحدة. في مايو 2006 نشر مقالا بعنوان «الدولة التي لن تنضج» في جريدة هآرتز الإسرائيلية مهاجما فيها المنحى الذي اتخذته السياسة الإسرائيلية منذ عام 1967.

## كتبه
- (2010) شاليه الذاكرة
- (2010) السوء يعيث في الأرض
- (2008) إعادة تقييم: تأملات في القرن العشرين المنسي
- (2005) ما بعد الحرب: تاريخ أوروبا منذ عام 1945
- (2004) سياسات الهوية في عصر متعدد اللغات
- (1998) عبء المسؤولية: بلم، كامو، آرون والقرن العشرون الفرنسي
- (1996) وهم كبير؟ مقال عن أوروبا
- (1992) المثقفون الفرنسيون، 1944 - 1956
- (1990) الماركسية واليسار الفرنسي: دراسات عن العمال والسياسة في فرنسا، 1830 - 1982
- (1979) الاشتراكية في بروفنس 1871 - 1914: دراسة عن أصول اليسار الفرنسي الحديث

## روابط خارجية
- توني جدت على موقع IMDb (الإنجليزية)
- توني جدت على موقع مونزينجر (الألمانية)
- توني جدت على موقع ميوزك برينز (الإنجليزية)
- توني جدت على موقع إن إن دي بي (الإنجليزية)